# 炒米粿
炒米粿（福建千层糕）是一种食物，在由福建泉州等地迁往江西省玉山县紫湖镇的居民经过改良后的千层糕。此乃“七月半”，即所谓的中元节时候当地特有的食物。

## 制作方法
取干净的稻草，烧成灰；将稻草灰放进菜篮子中，用于过滤水；一次次地淋水，过滤后的水变成琥珀色略带黄绿，当地人称之为“黄碱”（闽南语发音：ng-kinn）.将大米浸入黄碱水中，浸泡约半天左右，将米与适量黄碱水一起用石磨磨成浆状，此时可以根据需要考虑是否加糖。在用特制的蒸桶蒸。蒸要一层一层地蒸，等面上这一层已经成型欲熟之时在倒一层米浆，如此反复。蒸熟之后，拿出，这便是“炒米粿”了。搁置放凉之后，用细线将其分成几块便于存放。将“炒米粿”放入之前剩余的黄碱水中可以延长存放时间。

## 食用方法
1. 直接食用，“炒米粿”层层清晰，可一片一片剥下来吃。如果之前加了糖即为甜味，如果没有，就是无味。
2. 煮着吃，先做汤水：放油、盐、酱油、等调味料，放水，待水烧热，放入已经剥成一片一片的“炒米粿”，水沸腾之后即可。
3. 拌着吃，在碗里放热适量的猪油，盐、酱油等调味料，将焯过水的“炒米粿”放入碗中，搅拌即可食用。

## 注意问题
由于此“炒米粿”含黄碱较多，所以食用一定要适量，否则容易引起尿不尽等症状。